# TU Dresden
TU Dresden (în germană Technische Universität Dresden, abreviat TUD, în română Universitatea Tehnică din Dresda) este o universitate publică de cercetare din Dresda. Este cel mai mare institut de învățământ superior din orașul Dresda, cea mai mare universitate din Saxonia și una dintre cele mai mari 10 universități din Germania.